# Riccardo Orsolini
Riccardo Orsolini, né le 24 janvier 1997 à Rotella, est un footballeur international italien. Il évolue au poste d'attaquant au Bologne FC.

## Biographie

### En équipe nationale
Avec les moins de 20 ans, il participe à la Coupe du monde des moins de 20 ans en 2017. Lors du mondial junior, il joue six matchs, inscrivant cinq buts. L'Italie est éliminée en demi-finale par l'Angleterre. Il est récompensé du titre de meilleur buteur de la compétition avec cinq réalisations.

## Palmarès
Bologne FC
- Coupe d'Italie (1) :
  - Vainqueur en 2025[3]